# Tetragnatha micrura
Tetragnatha micrura är en spindelart som beskrevs av Kulczynski 1911. Tetragnatha micrura ingår i släktet sträckkäkspindlar, och familjen käkspindlar. Inga underarter finns listade i Catalogue of Life.